# مقاطعة كرج
مقاطعة كرج (بالفارسية: شهرستان كرج) هي المقاطعة الإيرانية الرئيسية في محافظة البرز، وتقع تحديداً في شرق المحافظة. مركز المقاطعة هو مدينة كرج، وتقسم المقاطعة إلى:
| القسم         | المدن                                                   | القرى                             |
| ------------- | ------------------------------------------------------- | --------------------------------- |
| القسم المركزي | كرج · ماهدشت · مشكين دشت · كمال شهر · محمد شهر · كرمدره | كرم دره · محمد آباد · كمال آباد   |
| إشتهارد       | إشتهارد                                                 | بلنك آباد                         |
| آسارا         | آسارا                                                   | آداران · نسا · آسارا · ارنكه بزرك |